# Opercularia acolytantha
Opercularia acolytantha är en måreväxtart som beskrevs av Friedrich Ludwig Diels. Opercularia acolytantha ingår i släktet Opercularia och familjen måreväxter. Inga underarter finns listade i Catalogue of Life.